# Bombardier Billy Wells
William Thomas Wells, ou Bombardier Billy Wells (Londres, 31 de agosto de 1889 - 12 de junho de 1967), foi um pugilista inglês, campeão britânico dos pesos-pesados de 1911 a 1919.

## Biografia
Wells nasceu em Stepney, uma vizinhança de Londres, sendo o filho mais velho de uma família de nove irmãos. Chegando à maioridade, juntou-se ao Exército Britânico, em 1906, quando então foi enviado para Rawalpindi.
Lutando amadoramente, Wells conquistou todos os títulos existentes na Índia, mas depois passou a treinar mais assiduamente, no intuito de se tornar um boxeador profissional. Dessa forma, em 1910, Wells deu baixa no exército e retornou à Inglaterra. 
Na sua primeira luta como profissional, ocorrida em 1910, Wells derrotou Gunner Joe Mills, em uma luta de apenas seis assaltos, que foi decidida nos pontos a favor de Wells. A seguir, Wells emplacou cinco vitórias seguidas, todas por nocaute, antes de acabar sofrendo sua primeira derrota na carreira.
Então, no começo de 1911, logo após sofrer seu primeiro revés na carreira, Wells supreendeu a todos, quando subiu ao ringue contra o campeão britânico dos pesos-pesados William Hague e conseguiu derrotá-lo, mediante um nocaute no sexto assalto.
Uma vez coroado campeão britânico dos pesos-pesados, Wells começou a treinar intensamente, na pretensão de tentar desafiar o título mundial do grande campeão dos pesos-pesados Jack Johnson. No entanto, pressionado pela racista sociedade britânica da época, que não pretendia ver seu campeão acabar sendo derrotado por um lutador negro, Wells terminou desistindo do duelo contra Johnson.
Assim sendo, ao invés de encarar o campeão mundial, ainda em 1911, Wells acabou resolvendo lutar contra o sul-africano Fred Storbeck, em um duelo válido pelo título de campeão dos pesos-pesados do Império Britânico. Tendo vencido esse combate com um nocaute, Wells havia então conquistado seu segundo título expressivo na carreira, em menos de um ano.
Em 1913, Wells tentou conquistar o título europeu dos pesos-pesados, porém acabou sendo derrotado, com um nocaute no quarto assalto, pelo pugilista francês Georges Carpentier. Uma revanche foi então marcada para ocorrer naquele mesmo ano, mas novamente Carpentier se mostrou superior, vencendo com um avassalador nocaute no primeiro round.
Wells defendeu seu título de campeão britânico dos pesos-pesados 14 vezes, entre 1911 e 1919, antes de vir a perdê-lo para Joe Beckett, um lutador que Wells já havia conseguido derrotar anteriormente. 
Nocauteando Wells no quinto assalto, Beckett conquistou ambos os títulos de Wells, que por sua vez ainda tentou uma revanche em 1920. No entanto, Beckett tornou a nocautear impiedosamente Wells.
Posteriormente, Wells lutou por mais cinco anos, até aposentar-se em 1925. Faleceu em 1967, aos 77 anos.  